# Napoli Piazza Leopardi
Napoli Piazza Leopardi (wł: Stazione di Napoli Piazza Leopardi) – przystanek kolejowy w Neapolu, w regionie Kampania, we Włoszech. Znajduje się tu 1 peron. Jest to również stacja linii 2 metra w Neapolu.